# Rami Yacoub
Rami Yacoub (sinh ngày 17 tháng 1 năm 1975), còn được biết đến với biệt danh Rami, là nhà sản xuất thu âm và nhạc sĩ sáng tác bài hát người Thụy Điển, đồng thời là cựu thành viên của Cheiron Studios và Maratone. Yacoub là cộng sự lâu năm của Max Martin, đặc biệt là trong thời gian đầu của sự nghiệp. Ông đã làm việc với các nghệ sĩ như Lady Gaga, Ariana Grande, Demi Lovato, Selena Gomez, Britney Spears, Nicki Minaj, Madonna, Charli XCX, Bon Jovi, Backstreet Boys, One Direction, Arashi, Westlife, The Saturdays, P!nk, Celine Dion, Enrique Iglesias, Tiësto, Avicii, NSYNC, 5 Seconds of Summer, Lindsay Lohan, Weezer, Måneskin, Foster the People và Loreen.

## Tiểu sử
Rami, sinh ra với cha mẹ là người Palestine, bắt đầu sự nghiệp âm nhạc của mình ở tuổi 13 khi ông bắt đầu chơi bass trong một ban nhạc ở Stockholm. Tài năng sáng tác của ông đã được thể hiện rõ khi ông bắt đầu viết nhiều bài hát cho nhóm. Yacoub cũng có một sự nghiệp ca hát ngắn ngủi nhưng sau đó quyết định dành toàn tâm cho việc sáng tác và sản xuất. Đến năm 18 tuổi, ông bắt đầu phát triển năng lực sản xuất của bản thân với sự hỗ trợ của "sampler, bộ mixer, synthesizer", đồng thời thử nghiệm với các bản remix.
Năm 1998, Max Martin khi đang trong quá trình tìm kiếm cộng sự sản xuất mới đã tiếp cận ông và đề nghị ông gia nhập Cheiron Studios ở Stockholm. Lần hợp tác sản xuất đầu tiên giữa Rami với Martin là cho "...Baby One More Time" – đĩa đơn mở đầu sự nghiệp của Britney Spears. Sau mười năm làm việc, Rami chia tay Maratone vào đầu năm 2008 vì ông cảm thấy mình "cần phải đi theo con đường riêng." Sau vài năm nghỉ ngơi và đánh giá xem mình muốn làm gì tiếp theo, ông bắt đầu thành lập nhóm sản xuất riêng, lấy Kinglet Studios ở Los Angeles và Stockholm, Thụy Điển làm địa điểm hoạt động chính.

## Ảnh hưởng
Rami Yacoub cho biết trong suốt thời gian trưởng thành ông đã nghe The Beatles, Prince và Tom Jones. Các nghệ sĩ khác bao gồm Mötley Crüe, AC/DC, Iron Maiden cũng có tác động rất lớn tới các sản phẩm của ông. Ông cũng coi Denniz Pop là "Bố già" trong ngành âm nhạc và đồng thời cũng là cố vấn cá nhân của ông.